# Maxwell Taylorbrug
De Maxwell Taylorbrug is een plaatbrug over de Zuid-Willemsvaart en de N279 in Veghel. De brug is in 1969 gebouwd en was een onderdeel van de N265 die liep van Eindhoven naar Oss, voordat de A50 werd aangelegd vanaf Knooppunt Paalgraven naar Knooppunt Ekkersrijt. De brug is vernoemd naar de Amerikaanse generaal Maxwell Taylor, die een groot aandeel leverde in de bevrijding van de omgeving van Veghel in de Tweede Wereldoorlog.
De brug bestaat uit vijf overspanningen en heeft een lengte van 105,5 meter. De breedte bedraagt 15 meter en de doorvaartwijdte is 24 meter.

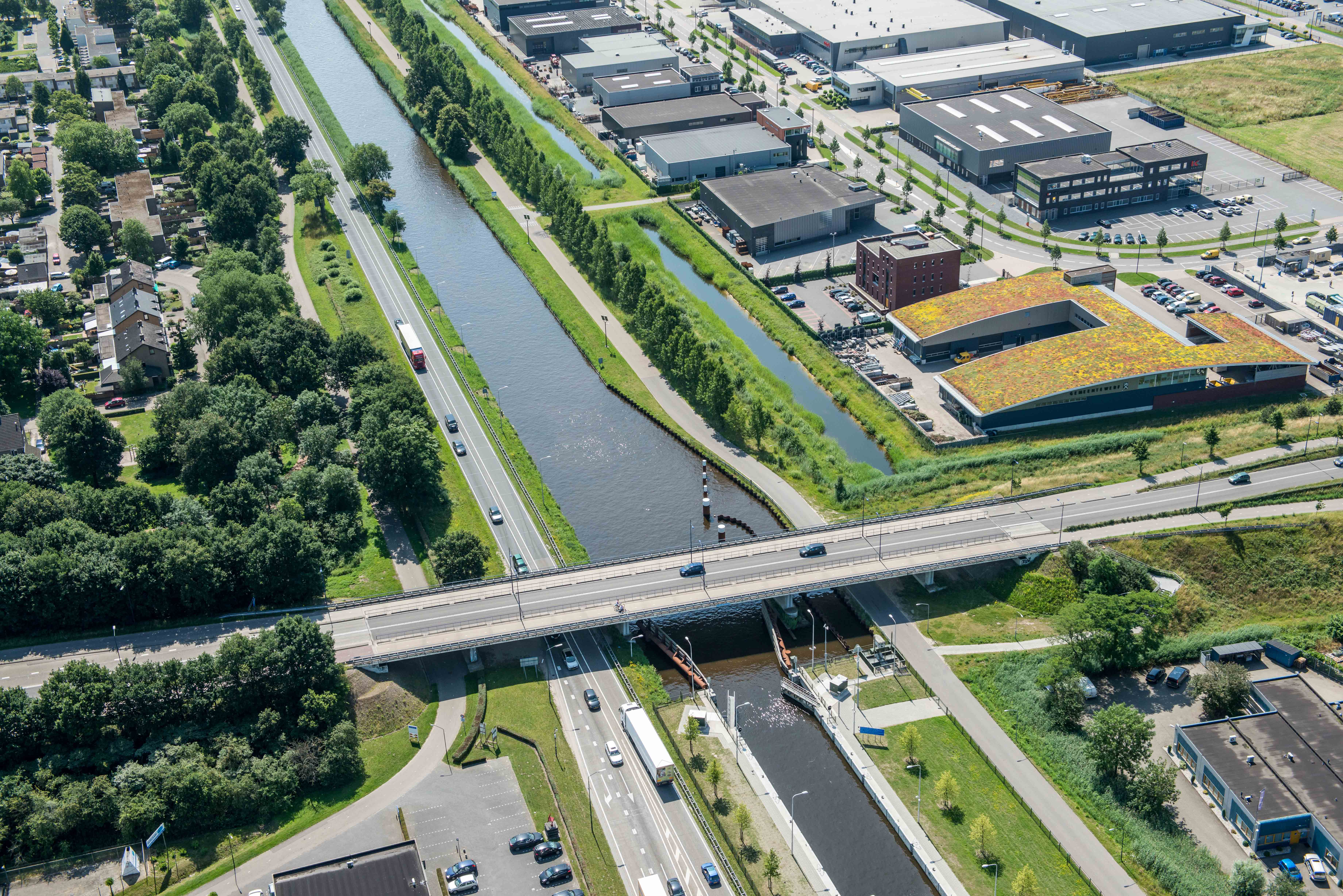
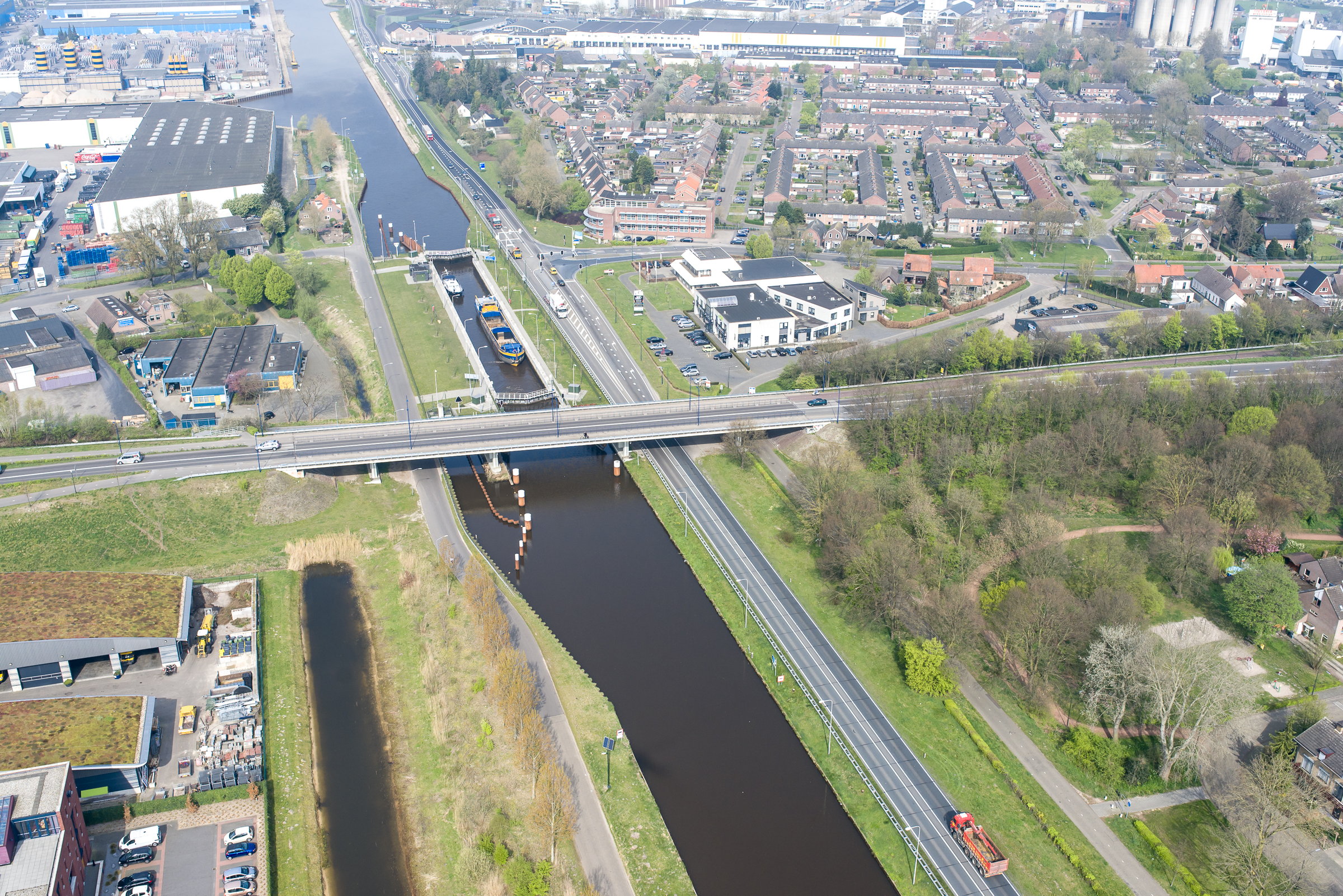